# Cmentarz Grabiszyński
Cmentarz Grabiszyński – obok cmentarza Osobowickiego, cmentarza Świętej Rodziny, cmentarza św. Wawrzyńca jeden z największych cmentarzy we Wrocławiu. Cmentarz w swoich obecnych granicach to jedna z trzech części stanowiących w pierwszej połowie XX w. większy kompleks cmentarny. Początkowo był to cmentarz na którym chowano zmarłych z południowych parafii Wrocławia, ewangelickich: św. Elżbiety i św. Trójcy, katolickich: św. Karola Boromeusza i św. Elżbiety Węgierskiej oraz zakonników z klasztoru Bonifratrów. Później stał się cmentarzem komunalnym – Kommunal Friedhof in Graebschen.

## Historia

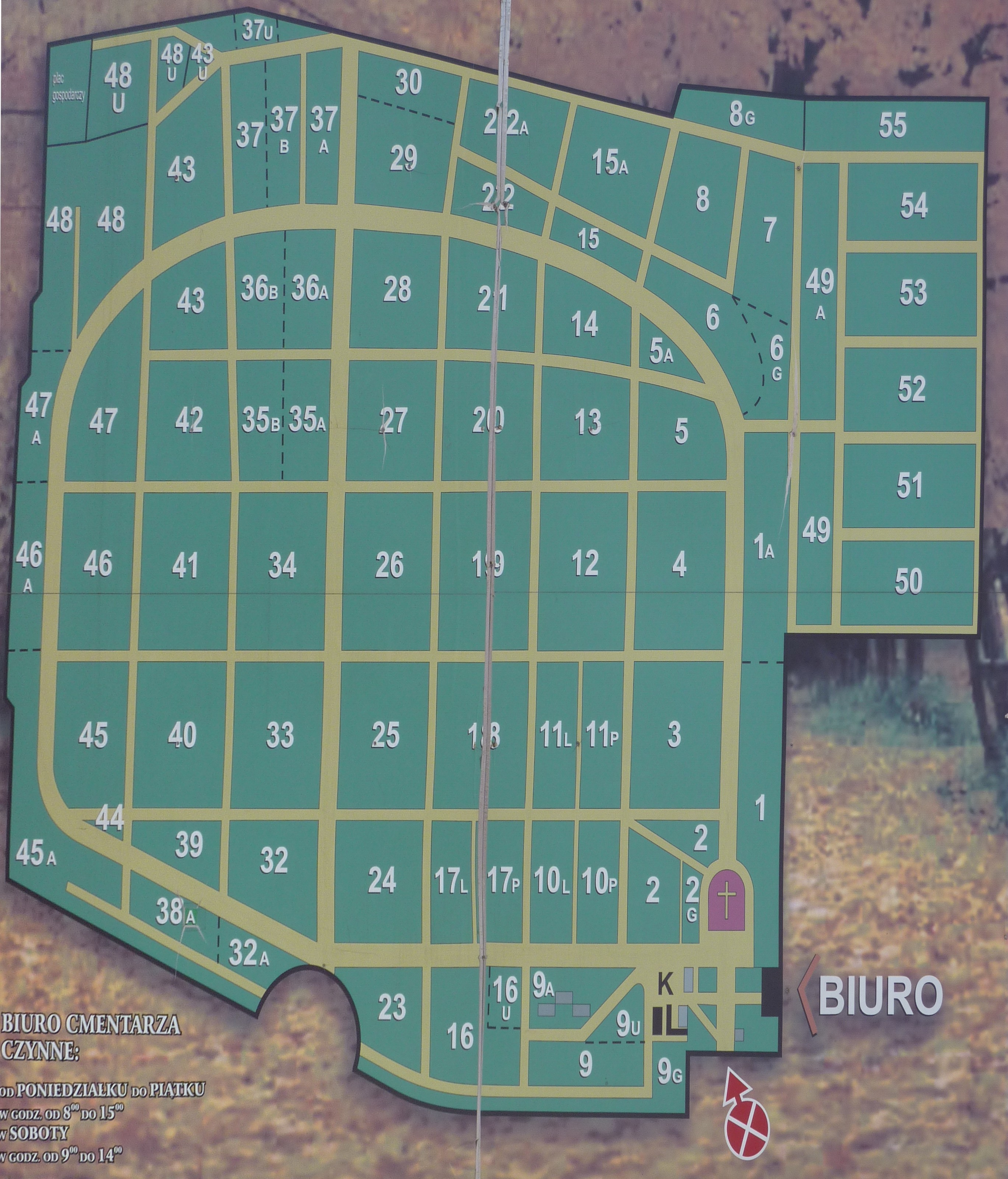
Współczesny plan Cmentarza Grabiszyńskiego

Cmentarz Grabiszyński I znajdował się między ulicami: Hallera, Romera i Grabiszyńską, w miejscu, w którym znajduje się dziś Park Grabiszyński. Został założony w roku 1867, w centralnej części cmentarza stała kaplica, wybudowana według projektu architekta Zimmermanna w stylu naśladującym renesans włoski. Kaplica i cmentarz zostały zniszczone w 1945 r. podczas oblężenia Wrocławia. Po wojnie cmentarz nie był użytkowany i ulegał ciągłej dewastacji, decyzję o likwidacji nekropolii podjęto w roku 1963. Po likwidacji cmentarza w jego miejscu utworzono park, dawny układ alei został zmieniony, jedynie w kilku miejscach znaleźć można fragmenty grobów i innych urządzeń cmentarnych.

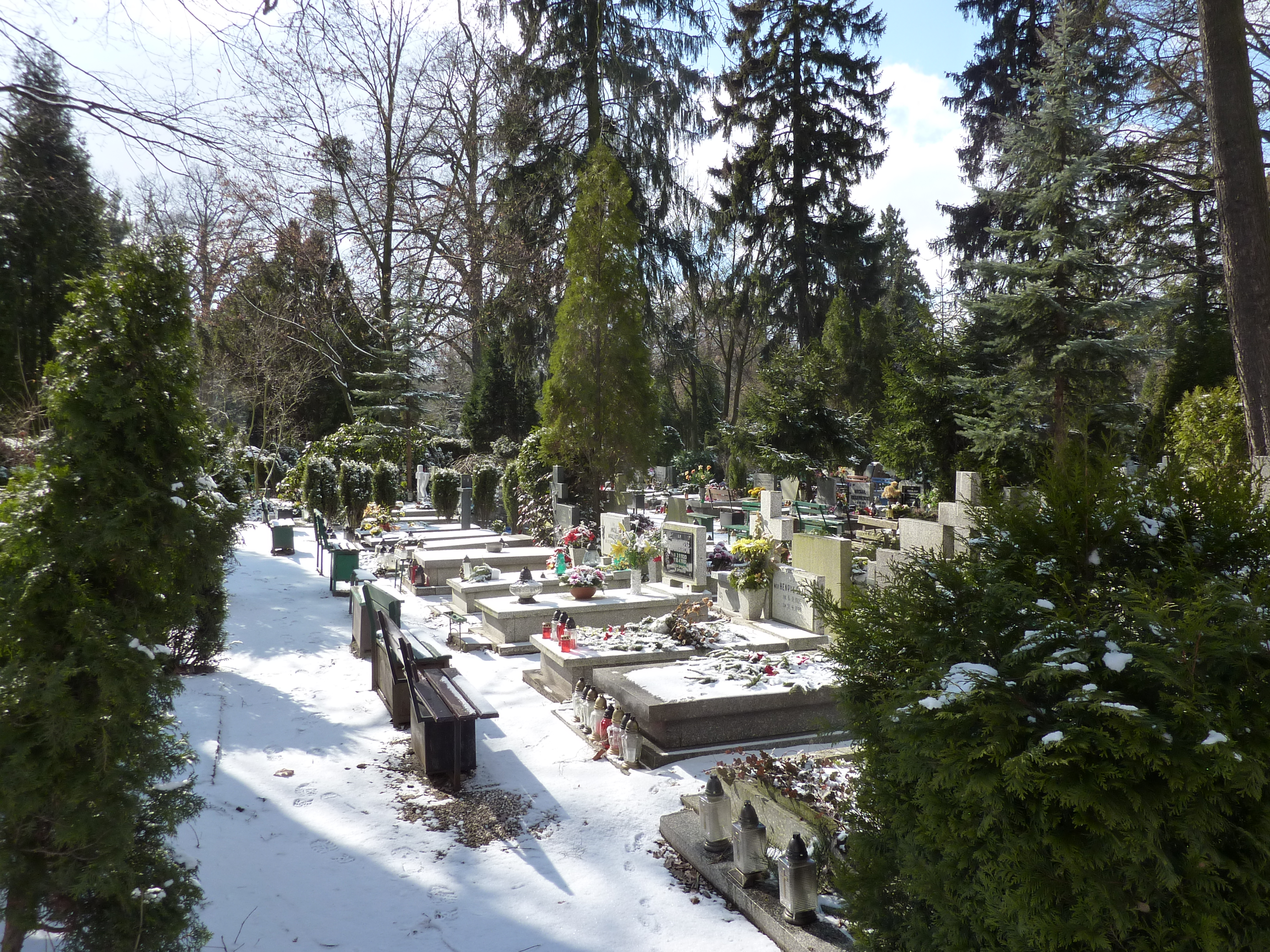
Cmentarz Grabiszyński II zimą

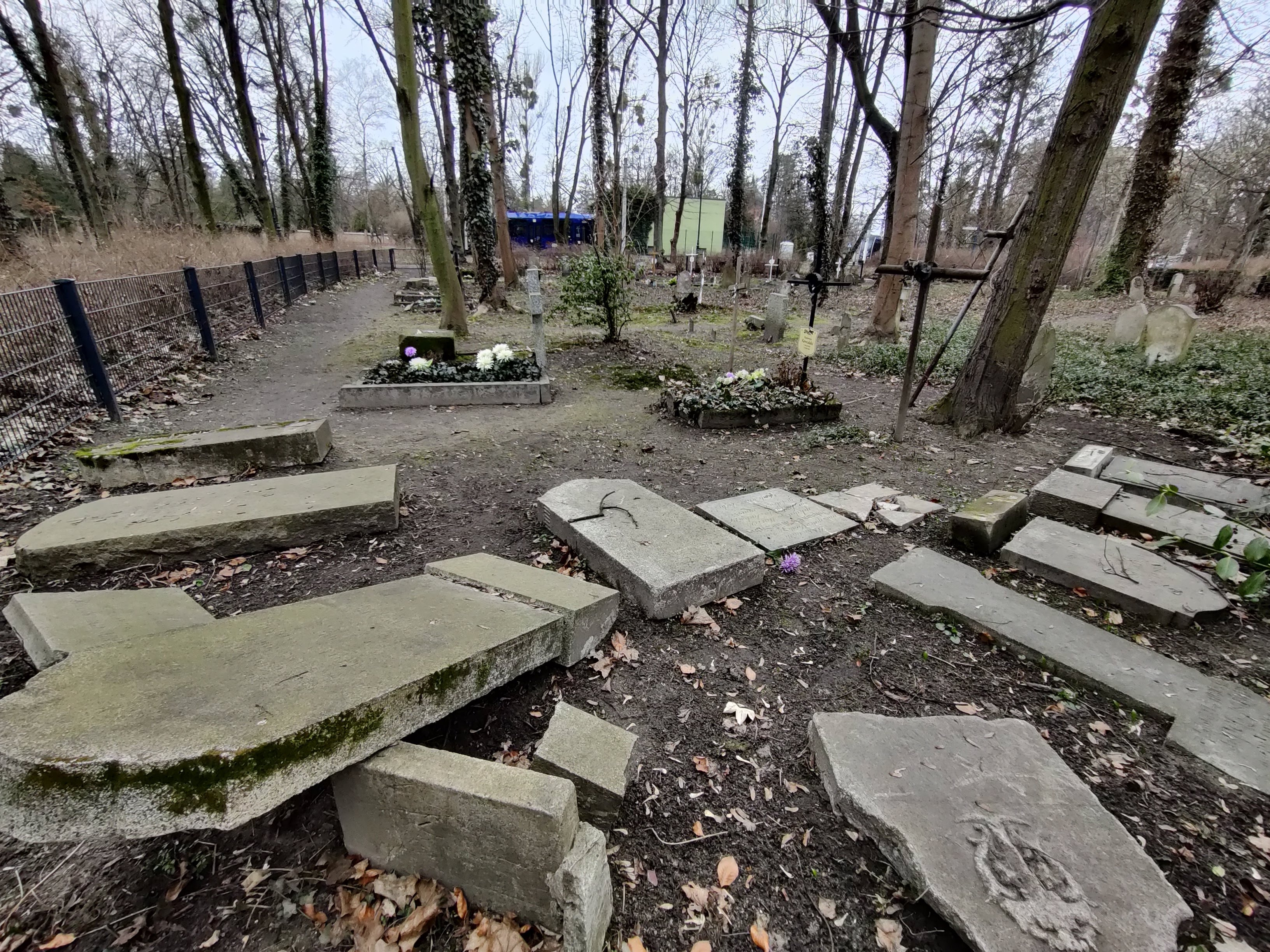
Kwatera dziecięca dawnego cmentarza III

Cmentarz Grabiszyński II został założony w 1881 r., jest jedyną częścią dawnego kompleksu cmentarnego, używaną do dziś. W 1882 r. wybudowano według projektu architekta Kesslera neoromańską kaplicę poświęconą pamięci Karoliny Gierth, kaplica ta używana jest dziś do odprawiania ceremonii żałobnych. Zdecydowana większość niemieckich nagrobków została zlikwidowana w latach 50. XX wieku. Oprócz pól grzebalnych z grobami ziemnymi znajdują się także pola urnowe oraz kolumbarium, a dwie kwatery zarezerwowane są dla zmarłych wyznania prawosławnego.
Cmentarz Grabiszyński III powstał w 1916 r. po wschodniej stronie ulicy Grabiszyńskiej, na południowym skraju najstarszej części kompleksu cmentarnego. Centralny element cmentarza stanowiło wybudowane w 1926 r. według projektu Konwiarza krematorium. W 1927 r. w jednej z wolnych kwater na południowym skraju nekropolii urządzono Cmentarz Żołnierzy Włoskich we Wrocławiu, zmarłych w niewoli niemieckiej pod koniec I wojny światowej; cmentarz włoski oraz niewielka kwatera grobów dziecięcych (znajdująca się przy pętli tramwajowej „Grabiszyńska Cmentarz”) stanowią dwa jedyne zachowane elementy dawnej III części nekropolii. W latach 1946–1949 obok kwatery włoskiej urządzono francuski cmentarz wojenny, zlikwidowany w 1952 r. Tereny Cmentarza Grabiszyńskiego III stanowią po jego likwidacji w 1963 roku zasadniczą część Parku Grabiszyńskiego.

## Pochowani
Przed rokiem 1945 pochowano tu m.in. następujące osoby:
- Vilma Illing (1871–1903[a]) – aktorka dramatyczna
- Rafał Ludwik Maszkowski (1838–1901[a]) – skrzypek, dyrygent Wrocławskiego Towarzystwa Muzycznego
- Otto Mueller (1874–1930) – grafik i malarz.

W książce „Cmentarze dawnego Wrocławia” autorzy wymienili wśród biogramów osób, które pochowano na Grabiszynku także urodzoną we Wrocławiu aktorkę Agnes Sorma (1862–1927). Inne źródła jednak wskazują, że po śmierci (która nastąpiła w lutym 1927 w USA) prochy artystki sprowadzono we wrześniu tego samego roku do Niemiec i złożono i pochowano w grobowcu rodzinnym Minotto na berlińskim cmentarzu Wannsee przy Lindenstraße.
Spośród osób zmarłych po roku 1945 na Cmentarzu Grabiszyńskim spoczywają dziś m.in.:
- Andrzej Adamus (1949–2004) – wydawca, założyciel Wydawnictwa Dolnośląskiego
- doc. Stanisław Baranowski (1935–1978) – meteorolog, glacjolog, polarnik, wykładowca Uniwersytetu Wrocławskiego
- Piotr Bednarz (1949–2009) – działacz opozycji w PRL-u, odznaczony Krzyżem Komandorskim Orderu Odrodzenia Polski
- prof. Janina Bogusławska-Jaworska (1930–2002) – lekarz, założycielka Kliniki Onkologii i Hematologii Dziecięcej we Wrocławiu
- prof. Marcin Bukowski (1902–1997) – architekt kierujący odbudową wrocławskich zabytków
- Andrzej Bułat (1948–2020) – dziennikarz
- Stanisław Chaciński (1936–1990) – poeta
- Sylwester Chęciński (1930–2021) – reżyser filmowy i scenarzysta
- płk. Zygmunt Cšadek (1895–1979) – oficer Wojska Polskiego
- Jan Cych (1944–2024) – sportowiec, polski lekkoatleta, olimpijczyk z Meksyku w 1968 r.
- Zbigniew Cynkutis (1938–1987) – reżyser teatralny
- prof. Władysław Czapliński (1905–1981) – historyk, wykładowca Uniwersytetu Wrocławskiego
- prof. Jerzy Czernik (1938–2010) – lekarz, prezes Polskiego Towarzystwa Chirurgów Dziecięcych
- Adam Dotzauer (1924–2003) – lekkoatleta, trener, nauczyciel-dydaktyk
- Ryszard Francman (1943–2010) – kaskader
- Wiesław Fuglewicz (1934–1982) – dziennikarz, pisarz, rysownik
- Bolesław Hebrowski (1921–2014) – żołnierz AK, Honorowy Prezes Dolnośląskiego Oddziału Polskiego Zrzeszenia Inżynierów i Techników Sanitarnych
- Lothar Herbst (1940–2000) – poeta, dziennikarz
- Tadeusz Hordt (1901–1983) – oficer Wojska Polskiego
- Henryk Jagodziński (1928–2000) – satyryk, aforysta
- Antoni Jahołkowski (1931–1981) – aktor
- prof. Marian Jakóbiec (1910–1998) – pisarz, slawista, wykładowca Uniwersytetu Wrocławskiego
- Roman Jasielski (1871–1947) – księgarz, wydawca
- Jan Kaczmarek (1945–2007) – satyryk
- Józef Kaleta (1925–2007) – ekonomista, profesor AE, polityk
- Edward Kalisz (1951–2017) – aktor
- prof. Andrzej Klisiecki – pierwszy rektor Akademii Wychowania Fizycznego we Wrocławiu
- dr Aleksander Korman (1926–2004) – ekonomista, samorządowiec, działacz społeczny i historyk amator
- Agnieszka Kotlarska (1972–1996) – Miss Polski 1991, Miss International 1991
- Jan Mazur (1947–2008) – dziennikarz muzyczny
- Kazimierz Michalczyk (1955–1982) – tokarz z Elwro, ofiara stanu wojennego, postrzelony podczas demonstracji
- Mikołaj Michalewicz (1978–2005) – aktor (współzałożyciel teatru Ad Spectatores)
- Zygmunt Molik (1930–2010) – aktor
- Marek Motas (1945–2007) – kompozytor i autor tekstów, satyryk, reżyser dźwięku
- Jan Pławnicki (1936–2009) – dziennikarz, działacz społeczny
- Marceli Prószyński (1881–1956) – nauczyciel, publicysta, działacz Narodowej Demokracji, poseł na sejm RP I kadencji (1922–1927)
- prof. Stanisław Rospond (1906–1982) – językoznawca, wykładowca Uniwersytetu Wrocławskiego
- Jan Różewicz (1953–2008) – reżyser i scenarzysta teatralny
- prof. Czesław Ryll-Nardzewski – matematyk, wykładowca Uniwersytetu Wrocławskiego i Politechniki Wrocławskiej
- Zdzisław Smektała (1951–2018) – dziennikarz, felietonista, aktor[9]
- Barbara Sowa, ps. Basia (1918–2024) – żołnierz ZWZ-AK, kapitan WP, w chwili śmierci najstarsza uczestniczka powstania warszawskiego[10]
- Wawrzyniec Staliński (1899–1985) – piłkarz, reprezentant Polski
- Matylda Szczudłowska (1902–2006) – lekarz weterynarii, specjalistka okulistyki weterynaryjnej
- Robert „Robs” Szecówka (1936–2020) – karykaturzysta, satyryk, ilustrator, animator kultury
- Stanisław Szeligowski (1887–1966) – astronom
- ks. Paweł Szuflat (1889–1981) – duchowny greckokatolicki
- Tadeusz Szwed (1938–1999) – fotoreporter
- prof. Stefan Ślopek (1914–1995) – lekarz mikrobiolog
- prof. Andrzej Karol Teisseyre (1938–1991) – geolog, wykładowca Uniwersytetu Wrocławskiego
- prof. Mieczysław Teisseyre (1925–2008) – mechanik, wykładowca Politechniki Wrocławskiej
- Bronisław Trytko (zm. 2018) – plastyk, projektant lalek i pedagog[11]
- Jan Trzynadlowski (1912–1995) – literaturoznawca
- Bruno Tschötschel (1874–1941) – rzeźbiarz
- dr Bronisław Turoń (1923–1984) – mediewista, działacz ruchu turystycznego
- Krystyna Tyszkowska (1926–2017) – polska dziennikarka[12]
- prof. Wojciech Walczak (1916–1984) – geograf, wykładowca Uniwersytetu Wrocławskiego
- Andrzej Waligórski (1926–1992) – poeta i satyryk
- prof. Józef Wąsowicz (1900–1964) – kartograf, wykładowca Uniwersytetu Wrocławskiego
- Adam Wójcik (1970–2017) – polski koszykarz, wielokrotny reprezentant Polski
- prof. Wojciech Wrzesiński (1934–2013) – historyk, rektor Uniwersytetu Wrocławskiego[13]
- prof. Seweryn Wysłouch (1900–1968) – historyk państwa i prawa, wykładowca Uniwersytetu Wrocławskiego
- prof. Zdzisław Zagrobelny (1932–2011) – chirurg, twórca polskiej szkoły krioterapii, rektor AWF
- prof. Henryk Zieliński (1920–1981) – historyk, wykładowca Uniwersytetu Wrocławskiego
- prof. Józef Ziółkowski (1934–2008) – chemik, wykładowca Uniwersytetu Wrocławskiego
- Michał Żywień (1927–2008) – dziennikarz